# Boerboel
Cet article possède un paronyme, voir Boer.
 (février 2008).
Si vous disposez d'ouvrages ou d'articles de référence ou si vous connaissez des sites web de qualité traitant du thème abordé ici, merci de compléter l'article en donnant les références utiles à sa vérifiabilité et en les liant à la section « Notes et références ».
Le Boerboel, souvent orthographié Boerbull, est une race de chiens créée par les fermiers boers en Afrique du Sud. Le mot boel ne signifie pas bull, « taureau » en anglais, mais « grand chien » en afrikaans.
Créé par les colons hollandais par croisement de plusieurs races de dogues, il s'est spécialisé dans la garde des troupeaux. Les boerboels sont réputés pour pouvoir mettre en fuite un lion (à plusieurs tout de même). Utilisé ensuite comme chien de garde, il devient peu à peu un chien de compagnie.

## Histoire
On croit que les colons hollandais venus avec Jan van Riebeeck en 1652 apportèrent avec eux des molosses venus d'Europe, descendants du molosse Brabanter Bullenbijter, une race aujourd'hui éteinte. Ce Bullenbijter se serait croisé avec d’autres molosses venus d’autres pays européens ainsi qu'avec d’autres races locales. Les colons, appelés boers, se sont dispersés en remontant le pays et ils se sont installés surtout dans les anciennes provinces que sont le Transvaal, l'État libre d'Orange et le Natal.
Le Boerboel était pour eux indispensable en tant que gardien de ferme. Il devait ainsi garder les troupeaux et chasser les animaux sauvages. Ce qui est une certitude est que l’on a fait, au début du siècle juste après la seconde guerre des Boers, un croisement avec l’ancien Bulldog anglais, d'un autre type de celui que l’on connait aujourd’hui - plus grand, avec des pattes plus longues. Il y a eu également une influence de Bullmastiff anglais, car le Boerboel, étant resté isolé dans l’arrière pays, avait besoin d’apport de sang frais afin d'éviter les effets de la consanguinité. Le Bullmastiff fut importé en Afrique du Sud à la fin des années 1930 par les Britanniques, afin de garder les mines de diamants de la Compagnie minière De Beers. Le Boerboel, considéré comme simple chien de ferme à cette époque, ne fut pas retenu pour cette tâche.
On peut lui trouver une certaine ressemblance avec le Rhodesian Ridgeback, même si le Ridgeback est beaucoup plus léger et est un chien de chasse. Son plus proche cousin est le mastiff. Le Boerboel, bien qu'originellement présent uniquement en Afrique du Sud, se trouve à présent également dans les pays avoisinants comme le Botswana, la Namibie, le Zimbabwe (anciennement appelé Rhodésie) et la Tanzanie.
De par son emploi, peu d’intérêt a été porté à la sélection de la race jusqu’aux années 1960, période où a commencé l’élevage sérieux et où l'on a décidé d’inscrire des sujets typiques de la race dans un stamboek (livre d’origine). De ce fait, quelques personnes ont créé une association et ont voyagé à travers le pays pour sélectionner les chiens présentant les traits les plus typiques, ceci pour pouvoir sauver la race et aussi sauvegarder l’héritage culturel afrikaaner dont fait partie le Boerboel.

## Comportement
Le Boerboel est un chien facile à éduquer si on lui donne affection et respect. Il adore la vie en famille et est surtout le meilleur ami des enfants. Il a un certain instinct de garde et est curieux, attentif. 
Le Boerboel fait partie des chiens de garde qui ne laissent généralement aucune personne non invitée par ses maîtres entrer dans son environnement. Il va grogner pour prévenir mais en général il aboie très peu et peut très bien estimer le degré de garde nécessaire à chaque situation. Tant que ses maîtres sont là et lui montrent que les invités sont les bienvenus, ceux-ci n´ont absolument rien à craindre. C'est un chien qui demandera d'abord l'assentiment de ses maîtres si ceux-là sont présents ; à défaut, il agit de sa propre initiative.
De par ses origines et son long emploi comme chien de garde de ferme, le Boerboel s'entend très bien avec d'autres animaux mais, s'il vit souvent en groupe, il peut se montrer peu tolérant dans certains cas. Il aime beaucoup jouer avec d'autres chiens et adapte sa façon à jouer par rapport à la taille de ses copains de jeux, sachant se montrer doux quand il s'agit de petits chiens ou même de chats. Il reste calme et paisible à l'intérieur de la maison mais apprécie les longues séances d'exercice physique. La race est généralement dotée d´une bonne santé, et ne rencontre pas de pathologie spécialement liée à la race (par exemple allergies ou problèmes oculaires) mais comme toute grande race il faut faire attention à la dysplasie des hanches. De ce fait ce chien doit avoir un exercice limité surtout pendant la première année de sa vie. Malgré sa taille ce chien se déplace très rapidement. 
Le Boerboel apprend vite si on lui présente l'éducation et le travail comme quelque chose d´amusant et agréable. On peut entraîner son Boerboel au pistage et obtenir de bons résultats. Son intelligence le rend sensible et il s'éduque avec des réponses positives.
En France, ce chien fait partie des chiens d'attaque (1re catégorie).